# TVPaint Animation
TVPaint Animation（簡稱TVPaint，TVP、Bauhaus Mirage或NewTek Aura) 是一套由法國TVPaint Developpement於1991年開發的2D繪圖及動畫製作的軟體。其操作模式基於Amiga的系統，所以也適合製作2D的傳統動畫、數位動畫及綜合製作。

## 外部連結
- TVPaint Animation的X（前Twitter）（法文）
- TVPaint Animation的Facebook專頁（法文）
- TVPaint Animation的官方網站（页面存档备份，存于）（法文）
- TVPaint Animation的Vimeo（页面存档备份，存于）（法文）
- TVPaint Animation的YouTube頻道（页面存档备份，存于）（法文）
- TVPaint Animation的Instagram（法文）
- TVPaint 3.59 for Amiga（页面存档备份，存于）（英文）